# China Illustrata
A China Illustrata (teljes címén: Athanasii Kircheri e Soc. Jesu China monumentis: qua sacris quà profanis, nec non variis naturae & artis spectaculis, aliarumque rerum memorabilium argumentis illustrata auspiciis Leopoldi primi, Roman. Imper. semper Augusti, munificentissimi mecaenat) egy 1667-ben, Amszterdamban kiadott latinul íródott átfogó kézikönyv Kínáról, amelynek szerzője Athanasius Kircher jezsuita tudós.

## Leírás
A mű szerzője, Kircher számos tudományágban jártas, jezsuita tudós volt, aki saját kora több alapművét is elkészítette. Ő maga ugyan sohasem járt Kínában, mégis rendkívüli módon érdekelte Kína kultúrája és vallása. Mohó érdeklődéssel olvasta a rendtársai által hazaküldött beszámolókat, tudósításokat, amelyekből azután összeállította saját művét. Célja, hogy fölkeltse az érdeklődést Kína iránt, s hogy közelebb hozza ezt a távoli világot Európához. Könyve első része leginkább útleírásokat tartalmaz. Kircher nagy hangsúlyt fektetett a kínai történelem keresztény vonatkozásaira. Leírásából kiderül, hogy a mű megírására az az esemény ösztönözte, hogy 1625-ben ráleltek egy i. sz. 781-ből származó nesztoriánus keresztény feliratra. Kircher könyvében párhuzamokat von Egyiptomból, a Közel-Keletről, Indiából és Perzsiából érkező vélt vagy valós történelmi hatások között. Részletesen ismerteti Matteo Ricci és a Johann Adam Schall von Bell misszionáriusi tevékenységét, melyek alapján túlzott reményeket táplál aziránt, hogy egész Kínát sikerül majd keresztény hitre téríteni.
A számos tárgyi tévedés ellenére is, a China Illustrata mérföldkőnek számít a Kínáról tudósító ismeretterjesztő művek sorában. Jelentős mértékben járult hozzá, hogy Európában népszerűvé váljanak az olyan jellegzetes kínai termékek, mint a selyem, vagy a tea. A művet méltán tekintik a sinológia egyik első alapművének.

## További hivatkozások
- A teljes mű a Google Bookson
- China Illustrata – Beyond Ricci
- Emerson Morgan video-ismertetője a műről – angolul